# Новобаскаково
Новобаска́ково (рос. Новобаскаково, башк. Яңы Баҫҡаҡ) — присілок (у минулому село) у складі Кушнаренковського району Башкортостану, Росія. Входить до складу Старогумеровської сільської ради.
Населення — 7 осіб (2010; 9 у 2002).
Національний склад:
- башкири — 89 %